# Live Documents
Live Documents är en webbtjänst skapad av Sabeer Bhatia. Webbtjänsten gör det möjligt för användare att arbeta med information och skapandet av dokument på ett sätt som liknar andra så kallade kontorspaket som till exempel Microsoft Office eller OpenOffice.org.
Sabeer Bhatia är en av de personer som ursprungligen medverkade i utvecklandet av webbtjänten Hotmail som senare köptes upp av Microsoft. Därefter har Sabeer Bhatia satsat delar av förtjänsten från försäljningen av Hotmail på att utveckla Live Documents.